# Diamesa zhiltzovae
Diamesa zhiltzovae är en tvåvingeart som beskrevs av Makarchenko 1989. Diamesa zhiltzovae ingår i släktet Diamesa och familjen fjädermyggor.
Artens utbredningsområde är Tadzjikistan. Inga underarter finns listade i Catalogue of Life.